# Jerzy Stępniak
Jerzy Stępniak (ur. 21 września 1946, zm. 4 lutego 2021) – polski tancerz i choreograf, dyrektor Teatru Dramatycznego im. Jerzego Szaniawskiego w Płocku.

## Życiorys
Od 1968 przez dwa lata występował w Zespole Pieśni i Tańca Wojska Polskiego, w 1970 związał się z Państwowym Zespołem Ludowym Pieśni i Tańca „Mazowsze” i występował tam do 1973. Od 1973 tańczył we Wrocławskim Teatrze Pantomimy, w 1982 został dyrektorem Teatru Dramatycznego im. Jerzego Szaniawskiego w Płocku i pełnił tę funkcję przez trzy sezony. Od 1985 przez rok był choreografem Teatru Rozmaitości w Warszawie, w latach 1986–1988 Bałtyckiego Teatru Dramatycznego im. Juliusza Słowackiego w Koszalinie, a od 1988 do 1991 Teatru Polskiego w Bydgoszczy.